# ヤナギ
ヤナギ（柳、栁、楊、英語: Willow）は、ヤナギ科ヤナギ属の樹木の総称。風見草、遊び草と呼ばれることがある。世界に約400種近くあり、主に北半球に分布する。日本では、ヤナギと言えば一般にシダレヤナギを指すことが多い。ここではヤナギ属全般について記す。

## 特徴
樹木の中で最も特色のある属のひとつで、湿潤から乾燥まで、高温から低温まで、幅広い環境条件に適応し、種類が極めて多いのが特色である。主に温帯に生育し、寒帯にもある。高山やツンドラでは、ごく背の低い、地を這うような樹木となる。日本では水辺に生育する種が多いが、山地に生育するものも少なくない。
種類が多いため、形態的な差異も多様である。落葉性の木本であり、高木から低木、ごく背が低く、這うものまである。高木性のものはさらに直立性のものと枝垂れ性のものがあり、灌木性のものは低地性のものと高山性のものに区別される。
葉は互生、まれに対生。托葉を持ち、葉柄は短い。葉身は単葉で線形、披針形、卵形など変化が多い。
雌雄異株で、花は尾状花序、いわゆる「ヤナギの猫」と形容される小さい花が集まった穂になるのが特徴で、枯れるときには花序全体がぽろりと落ちる。ただし、外見的には雄花の花序も雌花の花序もさほど変わらない。雄花は雄しべが数本、雌花は雌しべがあるだけで、花弁はない。代わりに小さい苞や腺体というものがあり、これらに綿毛を生じて、穂全体が綿毛に包まれたように見えるものが多い。すべて虫媒花、ただしケショウヤナギ属をヤナギ属に含める場合はこの限りではない。
冬芽は1枚のカバーのような鱗片に包まれ、これがすっぽりと取れたり、片方に割れ目を生じてはずれたりする特徴がある。これは、本来は2枚の鱗片であったものが融合したものと考えられる。果実は蒴果で、種子は小さく柳絮（りゅうじょ）と呼ばれ、綿毛を持っており風に乗って散布される。
中国において4月～5月頃の風物詩となっており、古くから漢詩等に詠まれる柳絮だが、近年では、大気汚染や火災の誘発、アレルゲンになるという理由で、公害の一種として認識されている。
日本においては、目立つほど綿毛を形成しない種が多い。しかし、日本においても意図的に移入された大陸品種の柳があり、柳絮を飛ばす様子を見ることができる。特に北海道において移入種のヤナギが多く、柳絮の舞う様が見られる。

## 表記
ヤナギの漢字表記には「柳」と「楊」があるが、枝が垂れ下がる種類（シダレヤナギやウンリュウヤナギなど）には「柳」、枝が立ち上がる種類（ネコヤナギやイヌコリヤナギなど）には「楊」の字を当てる。これらは万葉集でも区別されている。

## ヤナギの種類
ヨーロッパ全土には約450種のヤナギが自生しているが、共通点が多く、1つのグループとしてまとまっているため、異種交配も珍しくない。川沿いなどに生えるセイヨウシロヤナギ（Salix alba）がよく知られ、成木になると樹高30メートルにもなり、葉は細長く最初は毛が生えているので、遠くから見ると銀灰色をしている。
日本では、ヤナギといえば、街路樹、公園樹のシダレヤナギが代表的であるが、生け花では幹がくねったウンリュウヤナギや冬芽から顔を出す花穂が銀白色の毛で目立つネコヤナギがよく知られている。柳の葉といえば一般的にシダレヤナギの細長いものが連想されるが、円形ないし卵円形の葉を持つ種もある。マルバヤナギ（アカメヤナギ）がその代表で、野生で普通に里山にあり、都市部の公園にも紛れ込んでいる。
実際には、一般の人々が考えるよりヤナギの種類は多く、しかも身近に分布しているものである。やや自然の残った河原であれば、必ず何等かのヤナギが生育し、山地や高原にも生育する種がある。それらはネコヤナギやシダレヤナギとは一見とても異なった姿をしており、結構な大木になるものもある。さらには高山やツンドラでは、地を這うような草より小さいヤナギも存在するが、綿毛状の花穂や綿毛をもつ種子などの特徴は共通している。
ただし、その同定は極めて困難である。日本には30種を軽く越えるヤナギ属の種がある。これらは全て雌雄異株である。花が春に咲き、その後で葉が伸びて来るもの、葉と花が同時に生じるもの、展葉後に開花するものがある。同定のためには雄花の特徴、雌花の特徴、葉の特徴を知る必要がある。しかも、自然界でも雑種が簡単にできるらしいのである。

### 主な種
主な種を下記に記す
- Salix acutifolia カスピエゾヤナギ
- Salix aegyptiaca ペルシャバッコヤナギ
- Salix alba セイヨウシロヤナギ
- Salix amygdaloides アメリカマルバヤナギ
- Salix aquilonia チシマヤナギ
- Salix arbutifolia ケショウヤナギ (Syn. Chosenia arbutifolia)
- Salix aurita ユスラバヤナギ
- Salix babylonica シダレヤナギ
  - Salix babylonica f. rokkaku ロッカクヤナギ
  - Salix babylonica f. seiko　 セイコヤナギ
- Salix berberifolia メギヤナギ
- Salix bicarpa タカネヤナギ
- Salix blinii タンナミネヤナギ
- Salix brachypoda ヌマキヌヤナギ
- Salix caprea バッコヤナギ
- Salix cardiophylla トカチヤナギ
  - Salix cardiophylla var. urbaniana オオバヤナギ (Syn. Toisusu urbaniana)
- Salix chaenomeloides マルバヤナギ
- Salix chamissonis チシマイワヤナギ
- Salix dahurica ホソバモウコヤナギ
- Salix daphnoides セイヨウエゾヤナギ
- Salix dependens イヌシダレヤナギ
- Salix divaricata
  - Salix divaricata var. metaformosa チャボヤナギ
- Salix dolichostyla
  - Salix dolichostyla ssp. dolichostyla シロヤナギ
  - Salix dolichostyla ssp. serissifolia コゴメヤナギ
  - Salix dolichostyla ssp. serissifolia f. pendula シダレコゴメヤナギ
- Salix eriocarpa ジャヤナギ
- Salix fragilis ポッキリヤナギ
- Salix fulvopubescens アリサンヤナギ
  - Salix fulvopubescens var. doii ウスバヤナギ
- Salix fuscescens ミヤマヤチヤナギ
  - Salix fuscescens ssp. poronaica オオヤチマメヤナギ
- Salix futura オオキツネヤナギ
- Salix futura f. rufa アカゲオオキツネヤナギ
- Salix glabra セイヨウミヤマヤナギ
- Salix gracilistyla ネコヤナギ
  - Salix gracilistyla f. melanostachys クロヤナギ
  - Salix gracilistyla f. pendula シダレネコヤナギ
  - Salix gracilistyla f. variegata フイリネコヤナギ
  - Salix gracilistyla var. graciliglans チョウセンネコヤナギ
- Salix hallaisanensis タンナヤナギ
- Salix hukaoana ユビソヤナギ
- Salix humboldtiana - 半常緑高木。南北アメリカの川沿いに自生。
- Salix integra イヌコリヤナギ
  - Salix integra f. albovariegata フイリイヌコリヤナギ
  - Salix integra f. pendula シダレイヌコリヤナギ
- Salix ishidoyana タケシマヤナギ
- Salix japonica シバヤナギ
- Salix kangensis コウカイヤナギ
  - Salix kangensis f. leiocarpa ホウオウヤナギ
- Salix kimurana  キムラヤナギ
- Salix kochiana マンシュウコリヤナギ
- Salix koriyanagi コリヤナギ
- Salix kusanoi スイシャヤナギ
- Salix matsudana ペキンヤナギ
  - Salix matsudana 'Tortuosa' ウンリュウヤナギ
- Salix microstachya
  - Salix microstachya var. bordensis キヌゲコリヤナギ
- Salix miyabeana エゾノカワヤナギ
  - Salix miyabeana ssp. gymnolepis カワヤナギ
    - Salix miyabeana ssp. gymnolepis f. pendula シダレカワヤナギ
- Salix morrisonicola ニイタカミネヤナギ
- Salix mucronata サフサフヤナギ - 半常緑。南アフリカにおいて伝統的に薬として広く用いられてきた。
- Salix myrtilloides コウアンヌマヤナギ
  - Salix myrtilloides var. manshurica ヌマヤナギ
- Salix nakamurana レンゲイワヤナギ
  - Salix nakamurana f. eriocarpa ケタカネイワヤナギ
  - Salix nakamurana ssp. kurilensis ヒダカミネヤナギ
  - Salix nakamurana ssp. yezoalpina エゾノタカネヤナギ
  - Salix nakamurana ssp. yezoalpina f. neoreticulata イヌマルバヤナギ
- Salix nigra アメリカポッキリヤナギ
- Salix nummularia エゾマメヤナギ
  - Salix nummularia f. hebecarpa キヌゲエゾマメヤナギ
- Salix okamotoana ミヤマバッコヤナギ
- Salix pentandra セイヨウテリハヤナギ
- Salix pierotii オオタチヤナギ
  - Salix pierotii f. auricomans レンギョウヤナギ
- Salix polaris チシママメヤナギ
- Salix pseudolasiogyne コウライシダレヤナギ
- Salix pseudopentandra テリハヤナギ
- Salix purpurea セイヨウコリヤナギ
- Salix reinii ミヤマヤナギ
  - Salix reinii f. eriocarpa キヌゲミヤマヤナギ
  - Salix reinii f. pendula シダレミネヤナギ
  - Salix reinii ssp. tontomussirensis シママルバヤナギ
- Salix rorida エゾヤナギ
  - Salix rorida f. pendula シダレエゾヤナギ
  - Salix rorida f. roridiformis コエゾヤナギ
- Salix rupifraga コマイワヤナギ
  - Salix rupifraga f. eriocarpa ケコマイワヤナギ
- Salix saxatilis ケコバヤナギ
- Salix schwerinii エゾノキヌヤナギ
  - Salix schwerinii 'Kinuyanagi' キヌヤナギ
- Salix sericeocinerea オオミネヤナギ
  - Salix sericeocinerea f. lanata オオミネケヤナギ
- Salix shiraii シライヤナギ
  - Salix shiraii var. kenoensis チチブヤナギ
- Salix sieboldiana ヤマヤナギ
  - Salix sieboldiana var. doiana サツマヤナギ
- Salix sphenophylla チシマタカネヤナギ
- Salix subopposita ノヤナギ
- Salix sugawarana ススヤヤナギ
- Salix tagawana タガワヤナギ
- Salix taiwanalpina ナンコミネヤナギ
- Salix takasagoalpina タカサゴヤナギ
- Salix taraikensis タライカヤナギ
- Salix tatewakii チョロナイヤナギ
- Salix tetrasperma テンジクヤナギ
- Salix triandra セイヨウタチヤナギ
  - Salix triandra ssp. nipponica タチヤナギ
- Salix udensis オノエヤナギ
- Salix viminalis セイヨウキヌヤナギ
- Salix vulpina キツネヤナギ
  - Salix vulpina ssp. alopochroa サイコクキツネヤナギ
- Salix warburgii タイワンアカメヤナギ
- Salix xerophila
  - Salix xerophila f. manshurica ハイイロヤナギ
  - Salix xerophila var. fuscescens チャイロミネヤナギ
- Salix yoshinoi ヨシノヤナギ

#### 雑種
- Salix x algista トウゲヤナギ
- Salix x ampherista ハコダテヤナギ
  - Salix x ampherista nothosubsp. yamatoensis ヤマトヤナギ
- Salix x arakiana ナガバノネコヤナギ
- Salix x chrysocoma コガネシダレ
- Salix x cremnophila ネコシバヤナギ
- Salix x eriocataphylla シグレヤナギ
- Salix x eriocataphylloides ナスノシグレヤナギ
- Salix x euerata カワオノエヤナギ
- Salix x gracilistyloides ロッコウヤナギ
- Salix x hapala イヌカワヤナギ
- Salix x hatusimae チクゼンヤナギ
- Salix x hayatana リュウゾウジヤナギ
- Salix x hiraoana ヒラオヤナギ
  - Salix x hiraoana nothosubsp. tsugaluensis ツガルヤナギ
- Salix x hisauchiana フジヤナギ
- Salix x ikenoana イケノヤナギ
- Salix x iwahisana イワヒサヤナギ
- Salix x japopina シバキツネヤナギ
- Salix x kamikotica カミコウチヤナギ
- Salix x kawamurana ミョウジンヤナギ
- Salix x koidzumii トヨハラヤナギ
- Salix x koiei コイエヤナギ
- Salix x lasiogyne シロシダレヤナギ
  - Salix x lasiogyne nothosubsp. yuhkii ユウキシダレ
- Salix x leucopithecia フリソデヤナギ
- Salix x matsumurae オクヤマサルコ
- Salix x mictostemon ワケノカワヤナギ
- Salix x nasuensis ナスノイワヤナギ
- Salix x paramushirensis チシマオノエヤナギ
- Salix x pedionoma バッコキヌヤナギ
- Salix x pseudopaludicola オオミヤマヤチヤナギ
- Salix x sendaica センダイヤナギ
  - Salix x sendaica nothosubsp. ultima コンゴウバッコヤナギ
- Salix x sigemitui フカオヤナギ
- Salix x sirakawensis コセキヤナギ
- Salix x sugayana スガヤヤナギ
- Salix x sumiyosensis スミヨシヤナギ
- Salix x thaymasta ミヤコヤナギ
- Salix x turumatii ヒタチヤナギ
- Salix caprea x S. hukaoana ドアイヤナギ
- Salix gracilistyla x S. schwerinii ネコヤナギ × エゾノキヌヤナギ

## 植生
ヤナギは水分の多い土壌を好み、よく川岸や湿地などに、生えている。自然状態の河川敷では、河畔林として大規模に生育していることがある。これは出水時に上流の河川敷から流木化したものが下流で堆積し、自然の茎伏せの状態で一斉に生育するためである。
川の侵食を防ぐため川岸に植林される。オーストラリア南部でも入植時に護岸目的で植林されたが、侵略的外来種（国家的に深刻な雑草）として認定され、在来の樹木への置き換えが進んでいる。繁殖力もさることながら、川の流れを阻害したり、秋には葉を大量に落とし、葉が分解されることで水質を悪化させ環境を激変させることが、オーストラリア政府の関心をひいている。

## 人の利用

### 道具と植栽
挿し木で容易に増えることから、治山などの土留工、伏工ではヤナギの木杭や止め釘を用い、緑化を進める基礎とすることがある。
ヨーロッパでは、先史時代からヤナギの枝を使って、籠や舟の肋材、フェンス、魚を捕るための罠を編むのに使われてきた。そのため、昔のヨーロッパの水路の土手には、細工用のヤナギを育てる畑が広がっていた。ベネルクス三国ではヤナギが繁茂し、代表的な田園風景になっており、ここでのヤナギは樹高を抑えるために短く剪定されて幹の先端はこぶ状になり、そこから長い若枝がたくさん出ている。何世紀にもわたり地域の人々に枝を供給し、境界線の目印となり、絵画のモチーフとしても繰り返し描かれた。またベルギーの人々にとって、刈り込まれたヤナギはベルギー人の象徴だとも言う。
またヤナギは歯磨き用の歯木として用いられた。多くの種が歯木として使用されたが、中国や日本では楊柳（カワヤナギ）の枝から作ったことから、楊枝（ようじ）と呼ばれた。そこから歯を掃除するための爪楊枝や、歯ブラシとしての房楊枝となった。

### 薬用
ヤナギは解熱鎮痛薬として古くから用いられてきた歴史がある。シュメール時代の粘土板には疼痛の薬として記述され、古代エジプト人はヤナギの葉から作られたポーション（薬）を痛み止めとして、発熱や頭痛の治療に使用した。紀元前400年ごろにはヒポクラテスがリウマチ患者にヤナギの樹皮を処方していた。中世ヨーロッパでは、ヤナギの解熱作用を示す記録が残されている。日本でも「柳で作った楊枝を使うと歯がうずかない」と言われ沈痛作用について伝承されていた。19世紀には生理活性物質のサリシンが柳から分離され、より薬効が高いサリチル酸を得る方法が発見されている。その後アスピリンも合成され、年間1000億錠も消費される鎮痛解熱薬が誕生した。現在では、サリシンは体内でサリチル酸に代謝されることがわかっている。また、葉には多量のビタミンCが含まれている。

### 文化・風習・言葉
ギリシャ神話では、太陽神アポロンの二輪車から落ちて死んだパエトンという乙女が柳になった。パエトンの妹のヘリアデスがその死を悼み、パエトン柳に変えたといい、柳から垂れる長い緑の枝はパエトンの涙とされる。
シダレヤナギ（Salix babylonica）は、英語では Weeping Willow（ウィーピング・ウィロウ）、つまり「泣いているヤナギ」と訳せる。この名前は、旧約聖書・詩編137「バビロン捕囚」の一編「バビロンの川のほとりに座り、われらは泣いた。シオンを思って。われらの竪琴は、川のほとりのヤナギの木に掛けた」の誤訳が元になっている。ただし、ここで謡われている木は、正しくはヤナギではなくコトカケヤナギ（Populus euphratica）というポプラの一種である。またシダレヤナギの学名 Salix babylonica と、琴掛柳の名もこれにちなんでいる。
そういった迷信から、中世ヨーロッパでは数世紀にわたって、ヤナギの枝で編んだ花輪や帽子を身につけて喪に服す習慣があった。ここから、ヤナギが暗示する悲しみに求愛を拒絶する気持ちが含まれるようになり、英語で「ヤナギをまとう」（wearing the willow）と言えば、恋人を失った女性がほかの男性を拒絶することを意味するようになった。
空海が中国を訪れていた時代には、長安では旅立つ人に柳の枝を折って手渡し送る習慣があった。この文化は、漢詩などにも広く詠まれ、王維の有名な送別詩「元二の安西に使するを送る」においても背景になっている。「客舎青青 柳色新たなり」の句について、勝部孝三は、「柳」と「留」（どちらも音はリウ）が通じることから、柳の枝を環にしたものを渡すことが、当時中国において、旅人への餞の慣習であったと解説している。「還」と「環」（どちらも音はホワン）が通じて、また帰ってくることを願う意味が込められているわけである。

### 日本人とヤナギ
- 植栽木として、川や池の周りに植えられた実績があり、先人が考えた水害防止対策といえる。これは柳が湿潤を好み、強靭かつ張りのある根を持つこと、また倒れて埋没しても再び発芽してくる逞しい生命力に注目したことによる。時代劇に出てくるお堀端の「しだれ柳」の楚々とした風情は、怪談噺につきものとなった。
- 古く奈良時代以前から奈伎良（ナギラ）とも呼ばれた。
- 柳の枝を生糸で編んで作った箱を柳筥(やないばこ)といい、神道では重要な神具である。柳筥に神鏡を納めたり、また柳筥に短冊を乗せたりもするもので、奈良時代から皇室や神社で使用され続けている[14]。
- 「好いた水仙、好かれた柳」水仙を男、柳を女に見立て、互いに深く愛し合う仲をいうことわざになっている[15]。
- 「風見草」「遊び草」の別名もある[16]。かつて吉原遊郭の入口に植えられた柳には、「見返り柳」の通称がつけられた。遊郭から帰る客が、名残惜しげに振り返る様子から、この名がついたと伝わっている[17]。
- 花札では11月の絵柄として、「柳に小野道風」、「柳に燕」、「柳に短冊」、カス（鬼札）が描かれる。